# Жаннеллі Імбула
Жаннеллі́ Імбула́ (фр. Giannelli Imbula, нар. 12 вересня 1992, Вілворде, Бельгія) — французький футболіст конголезького походження, півзахисник.

## Клубна кар'єра
Розпочав кар'єру в академіях паризьких клубів «Аржантей», «Парі Сен-Жермен» та «Расінг». 2007 року Жанеллі відправився в «Гінгам», де і завершив навчання.
16 жовтня 2009 року Імбула дебютував за «Гінгам» у Лізі 2 в матчі проти «Діжона» (1:1) і у віці сімнадцяти років, одного місяця і чотирьох днів став наймолодшим гравцем чемпіонату в історії. 11 січня 2013 року Жаннеллі забив перший гол за «Гінгам», який виявився переможним у матчі проти «Гавра» (1:0). У травні 2013 року півзахисник був визнаний найкращим гравцем сезону в Лізі 2. Всього за команду провів чотири сезони, взявши участь у 91 матчі чемпіонату. Більшість часу, проведеного у складі «Гінгама», був основним гравцем команди.
19 липня 2013 року Імбула перейшов у «Марсель», підписавши контракт на п'ять років, за 7,5 мільйонів євро плюс бонуси. 11 вересня він дебютував у Лізі 1 в матчі проти своєї колишньої команди. 24 вересня Жаннеллі забив перший гол за «Марсель» у матчі проти «Сент-Етьєна» (2:1). 18 жовтня футболіст дебютував у Ліги чемпіонів у матчі проти лондонського «Арсеналу». Всього відіграв за команду з Марселя наступні два сезони своєї ігрової кар'єри. Граючи у складі «Марселя» також здебільшого виходив на поле в основному складі команди.
1 липня 2015 року перейшов в «Порту» за 20 мільйонів євро. Контракт підписаний на 5 років. Сума викупу становить 50 мільйонів євро. До кінця року встиг відіграти за клуб з Порту 10 матчів в національному чемпіонаті, а також по три в національному кубку, кубку ліги і 5 у Лізі чемпіонів.
1 лютого 2016 року Імбула підписав контракт з англійським «Сток Сіті» на 5,5 років. Клуб заплатив за трансфер 18,3 мільйона £, що стало клубним рекордним трансфером. Утім гравець не виправдав покладених на нього сподівань і, провівши за півтора сезони в Англії 28 матчів в усіх змаганнях, повернувся до Франції, де його орендувала «Тулуза».
За рік, влітку 2018, був орендований іспанським «Райо Вальєкано», а ще за рік, влітку 2019 року, також на орендних умовах став гравцем італійського «Лечче».

## Виступи за збірні
У лютому 2013 року Імбула був запрошений в збірну Франції до 20 років, а в травні дебютував за неї. Того ж року став виступати за збірну до 21 року. Всього на молодіжному рівні зіграв у 11 офіційних матчах, забив 1 гол.
У липні 2013 року Імбула отримав запрошення виступати за збірну ДР Конго, однак футболіст відмовився в надії отримати в майбутньому виклик до збірної Франції.
Восени 2015 року вирішив виступати за національну збірну Бельгії, країну у якій народився футболіст, хоча і не має паспорту цієї держави.

## Статистика виступів

### Статистика клубних виступів
Станом на 23 січня 2021 року
| Сезон                 | Команда               | Чемпіонат             | Чемпіонат | Чемпіонат | Національний кубок | Національний кубок | Національний кубок | Континентальні кубки | Континентальні кубки | Континентальні кубки | Інші змагання | Інші змагання | Інші змагання | Усього | Усього |
| Сезон                 | Команда               | Ліга                  | Ігор      | Голів     | Ліга               | Ігор               | Голів              | Ліга                 | Ігор                 | Голів                | Ліга          | Ігор          | Голів         | Ігор   | Голів  |
| --------------------- | --------------------- | --------------------- | --------- | --------- | ------------------ | ------------------ | ------------------ | -------------------- | -------------------- | -------------------- | ------------- | ------------- | ------------- | ------ | ------ |
| 2009-10               | «Гінгам»              | Л2 (ІІ)               | 2         | 0         | КФ+КЛ              | 0+0                | 0                  |                      | —                    | —                    |               | —             | —             | 2      | 0      |
| 2010-11               | «Гінгам»              | Л3 (ІІІ)              | 28        | 2         | КФ+ ЛЧ             | 3+4                | 0                  | —                    | —                    | —                    | —             | —             | —             | 35     | 2      |
| 2011-12               | «Гінгам»              | Л2 (ІІ)               | 27        | 0         | КФ+КЛ              | 0+3                | 0                  |                      | —                    | —                    |               | —             | —             | 30     | 0      |
| 2012-13               | «Гінгам»              | Л2 (ІІ)               | 34        | 2         | КФ+КЛ              | 1+0                | 0                  |                      | —                    | —                    |               | —             | —             | 35     | 2      |
| Усього за «Гінгам»    | Усього за «Гінгам»    | Усього за «Гінгам»    | 91        | 4         |                    | 11                 | 0                  |                      |                      |                      |               |               |               | 102    | 4      |
| 2013-14               | «Марсель»             | Л1                    | 29        | 1         | КФ+КЛ              | 2+2                | 0                  | ЛЧ                   | 4                    | 0                    | —             | —             | —             | 37     | 1      |
| 2014-15               | «Марсель»             | Л1                    | 37        | 2         | КФ+КЛ              | 1+1                | 0                  | —                    | —                    | —                    | —             | —             | —             | 39     | 2      |
| Усього за «Марсель»   | Усього за «Марсель»   | Усього за «Марсель»   | 66        | 3         |                    | 6                  | 0                  |                      | 4                    | 0                    |               |               |               | 76     | 3      |
| 2015-16               | «Порту»               | Л1                    | 10        | 0         | КП+КЛ              | 3+3                | 0                  | ЛЧ                   | 5                    | —                    | —             | —             | —             | 21     | 2      |
| 2015-16               | «Сток Сіті»           | Л1                    | 14        | 2         | —                  | —                  | —                  | —                    | —                    | —                    | —             | —             | —             | 14     | 2      |
| 2016-17               | «Сток Сіті»           | Л1                    | 12        | 0         | КА+КЛ              | 1+1                | 0                  | —                    | —                    | —                    | —             | —             | —             | 14     | 2      |
| Усього за «Сток Сіті» | Усього за «Сток Сіті» | Усього за «Сток Сіті» | 26        | 2         |                    | 2                  | 0                  |                      |                      |                      |               |               |               | 28     | 2      |
| 2017-18               | «Тулуза»              | Л1                    | 30        | 1         | КЛ                 | 2                  | 0                  | —                    | —                    | —                    | —             | —             | —             | 32     | 1      |
| 2018-19               | «Райо Вальєкано»      | Л1                    | 22        | 1         | КЛ                 | 2                  | 0                  | —                    | —                    | —                    | —             | —             | —             | 24     | 1      |
| 2019-20               | «Лечче»               | Л1                    | 3         | 1         | КЛ                 | 1                  | 0                  | —                    | —                    | —                    | —             | —             | —             | 4      | 1      |
| 2020-21               | «Сочі»                | Л1                    | 1         | 0         | КЛ                 | 1                  | 0                  | —                    | —                    | —                    | —             | —             | —             | 1      | 0      |
| Усього за кар'єру     | Усього за кар'єру     | Усього за кар'єру     | 240       | 11        |                    | 28                 | 1                  |                      | 9                    | 0                    |               |               |               | 277    | 12     |